# Blake O'Leary
Blake O'Leary es un actor australiano, más conocido por haber interpretado a Ben Kirk en la serie australiana Neighbours.

## Biografía
Blake es el hermano mayor de Holly O'Leary y el menor del actor Fletcher O'Leary quien interpretó a Mickey Gannon en Neighbours.
Comparte el mismo día de cumpleaños con su padre y hermano.

## Carrera
El 14 de diciembre de 2007 obtuvo su primer papel importante en televisión cuando se unió al elenco de la aclamada serie australiana Neighbours, donde interpretó al pequeño Ben Kennedy Kirk Fitzgerald, hasta el 2 de septiembre de 2010, luego de que su personaje se fuera de Erinsborough para entrar en la escuela de artes en la ciudad. Ese mismo año Blake había audicionado para el papel de Mikey Gannon sin embargo su hermano Fletcher lo obtuvo; pero en noviembre Blake se convirtió en el tercer actor en interpretar a Ben Kirk, el hijo de Libby Kennedy y Drew Kirk. Anteriormente el papel fue interpretado por Noah Sutherland y Sean Berends. 
A inicios del 2007 y antes de obtener el papel de Ben, O'Leary interpretó a Tyler Smith, un amigo de Mickey.

## Filmografía
Series
| Año         | Serie      | Personaje      | Episodios | Notas                                |
| ----------- | ---------- | -------------- | --------- | ------------------------------------ |
| 2007 - 2010 | Neighbours | Ben Fitzgerald | 471       | junto a Kym Valentine & Morgan Baker |